# Дрогоїв
Дрогоїв (пол. Drohojów) — село на Закерзонні в Польщі, у гміні Орли Перемишльського повіту Підкарпатського воєводства. Населення — 517 осіб (2011).

## Розташування
Розміщене недалеко від кордону з Україною. Село розташоване за 14 км на північ від Перемишля та 59 км на схід від Ряшева.

## Історія
Селище було дідичним гніздом роду Дрогойовських — поряд із Красицькими та Шеприцькими, одного із трьох родів, що були прямими нащадками давньоруських бояр. Згадується Дрогоїв у королівській люстрації 1515 р. У XVII ст. в селі був замок. До 1772 р. село входило до Перемишльської землі Руського воєводства.
У 1880 р. село належало до Перемишльського повіту Королівства Галичини та Володимирії Австро-Угорської імперії, у селі було 616 жителів, з них 587 були греко-католиками, 17 — римокатоликами, а 12 — юдеями.
24 травня 1915 р. 11-та армія генерала Макензена звільнила село від 8-ї армії генерала Брусилова, після чого залишились братські могили.
У 1934—1939 рр. село належало до ґміни Оріхівці Перемишльського повіту Львівського воєводства. У 1939 році в селі проживало 680 мешканців, з них 640 українців-грекокатоликів, 15 українців-римокатоликів, 25 поляків.
У липні 1944 року радянські війська заволоділи селом і незабаром оголосили про передачу території Польщі. Українців у 1945 р. добровільно-примусово виселяли в СРСР. Решту українців у 1947 р. під етнічну чистку під час проведення Операції «Вісла» було виселено на понімецькі землі у західній та північній частині польської держави.
У 1975—1998 роках село належало до Перемишльського воєводства.

## Демографія
Демографічна структура станом на 31 березня 2011 року:
|          | Загалом | Допрацездатний вік | Працездатний вік | Постпрацездатний вік |
| -------- | ------- | ------------------ | ---------------- | -------------------- |
| Чоловіки | 249     | 61                 | 167              | 21                   |
| Жінки    | 268     | 70                 | 154              | 44                   |
| Разом    | 517     | 131                | 321              | 65                   |

## Церква
До 1860 р. місцева церква мала філіяльний статус, належала до парафії Лутівня.
У 1869 р. українці збудували муровану греко-католицьку церкву Покрови Пр. Богородиці, яка мала статус парафіяльної церкви Перемиського деканату (після Першої світової війни — Радимнянського деканату) Перемишльської єпархії. Після виселення українців церква перетворена на костел.

## Відомі особистості
В поселенні народився:
- Берко Йосип Миколайович (* 1938) — український ботанік, педагог.